# علی کلی
علی کِلِی، روستایی واقع شده در  استان کرمان واقع در شهرستان فهرج است که از پیشینه تاریخی هفت هزار ساله برخوردار است. این روستای تاریخی دارای جاذبه‌های گردشگری است و در ۱۲ کیلومتری شهر رستم اباد واقع شده‌است.این روستا ۲۸۹ نفر جمعیت دارد. 

## جمعیت
بر پایه سرشماری عمومی نفوس و مسکن در سال ۱۳۹۵، جمعیت این روستا برابر با ۲۲۱ نفر (۶۶ خانوار) بوده‌است.